# The Americans/Episodenliste

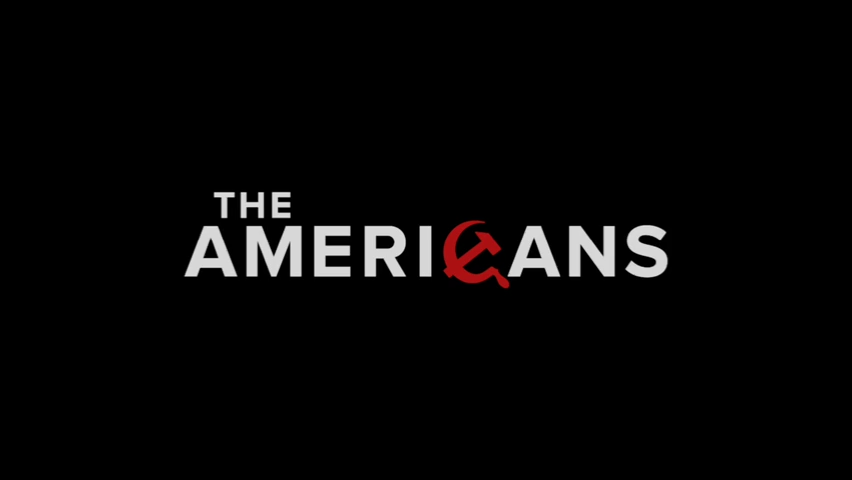
Logo zur Serie

Diese Episodenliste enthält alle Episoden der US-amerikanischen Dramaserie The Americans, sortiert nach der US-amerikanischen Erstausstrahlung. Zwischen 2012 und 2018 entstanden in sechs Staffeln insgesamt 75 Episoden mit einer Länge von jeweils etwa 44 Minuten.

## Übersicht
| Staffel | Episodenanzahl | Erstausstrahlung USA | Erstausstrahlung USA | Deutschsprachige Erstausstrahlung | Deutschsprachige Erstausstrahlung |
| Staffel | Episodenanzahl | Staffelpremiere      | Staffelfinale        | Staffelpremiere                   | Staffelfinale                     |
| ------- | -------------- | -------------------- | -------------------- | --------------------------------- | --------------------------------- |
| 1       | 13             | 30. Januar 2013      | 1. Mai 2013          | 5. Februar 2014                   | 12. März 2014                     |
| 2       | 13             | 26. Februar 2014     | 21. Mai 2014         | 16. Februar 2015                  | 18. Mai 2015                      |
| 3       | 13             | 28. Januar 2015      | 22. April 2015       | 26. April 2016                    | 21. Juni 2016                     |
| 4       | 13             | 16. März 2016        | 8. Juni 2016         | 18. August 2017                   | 29. September 2017                |
| 5       | 13             | 7. März 2017         | 30. Mai 2017         | 15. Juni 2018                     | 24. August 2018                   |
| 6       | 10             | 28. März 2018        | 30. Mai 2018         | 14. September 2019                | 18. Oktober 2019                  |

## Staffel 1
Die Erstausstrahlung der ersten Staffel war vom 30. Januar bis zum 1. Mai 2013 auf dem US-amerikanischen Kabelsender FX zu sehen. Die deutschsprachige Erstausstrahlung sendete der deutsche Free-TV-Sender ProSieben Maxx vom 5. Februar bis zum 12. März 2014.
| Nr. (ges.) | Nr. (St.) | Deutscher Titel          | Originaltitel                | Erstausstrahlung USA | Deutschsprachige Erstausstrahlung (D) | Regie            | Drehbuch                            | Zuschauer (USA) |
| ---------- | --------- | ------------------------ | ---------------------------- | -------------------- | ------------------------------------- | ---------------- | ----------------------------------- | --------------- |
| 1          | 1         | Der Überläufer           | Pilot                        | 30. Jan. 2013        | 5. Feb. 2014                          | Gavin O’Connor   | Joe Weisberg                        | 3,22 Mio.       |
| 2          | 2         | Die Uhr                  | The Clock                    | 6. Feb. 2013         | 5. Feb. 2014                          | Adam Arkin       | Joe Weisberg                        | 1,97 Mio.       |
| 3          | 3         | Gregory                  | Gregory                      | 13. Feb. 2013        | 12. Feb. 2014                         | Thomas Schlamme  | Joel Fields                         | 1,65 Mio.       |
| 4          | 4         | Das Attentat             | In Control                   | 20. Feb. 2013        | 12. Feb. 2014                         | Jean de Segonzac | Joel Fields & Joe Weisberg          | 1,91 Mio.       |
| 5          | 5         | Der Informant            | COMINT                       | 27. Feb. 2013        | 19. Feb. 2014                         | Holly Dale       | Melissa James Gibson                | 1,44 Mio.       |
| 6          | 6         | Vertrauen                | Trust Me                     | 6. März 2013         | 19. Feb. 2014                         | Daniel Sackheim  | Sneha Koorse                        | 1,88 Mio.       |
| 7          | 7         | Pflicht und Ehre         | Duty and Honor               | 13. März 2013        | 26. Feb. 2014                         | Alex Chapple     | Joshua Brand                        | 1,70 Mio.       |
| 8          | 8         | Gegenseitige Vernichtung | Mutually Assured Destruction | 20. März 2013        | 26. Feb. 2014                         | Bill Johnson     | Joel Fields & Joe Weisberg          | 1,65 Mio.       |
| 9          | 9         | Eskalation               | Safe House                   | 3. Apr. 2013         | 5. März 2014                          | Jim McKay        | Joshua Brand                        | 1,38 Mio.       |
| 10         | 10        | Nur für dich             | Only You                     | 10. Apr. 2013        | 5. März 2014                          | Adam Arkin       | Bradford Winters                    | 1,50 Mio.       |
| 11         | 11        | Rache                    | Covert War                   | 17. Apr. 2013        | 12. März 2014                         | Nicole Kassell   | Joshua Brand & Melissa James Gibson | 1,81 Mio.       |
| 12         | 12        | Der Eid                  | The Oath                     | 24. Apr. 2013        | 12. März 2014                         | John Dahl        | Joshua Brand & Melissa James Gibson | 1,49 Mio.       |
| 13         | 13        | Der Colonel              | The Colonel                  | 1. Mai 2013          | 12. März 2014                         | Adam Arkin       | Joel Fields & Joe Weisberg          | 1,74 Mio.       |

## Staffel 2
Die Erstausstrahlung der zweiten Staffel war vom 26. Februar bis zum 21. Mai 2014 auf dem US-amerikanischen Kabelsender FX zu sehen. Eine deutschsprachige Erstausstrahlung wurde vom 16. Februar bis zum 18. Mai 2015 auf dem Schweizer Free-TV-Sender SRF zwei gesendet.
| Nr. (ges.) | Nr. (St.) | Deutscher Titel          | Originaltitel        | Erstausstrahlung USA | Deutschsprachige Erstausstrahlung (CH) | Regie              | Drehbuch                                                     | Zuschauer (USA) |
| ---------- | --------- | ------------------------ | -------------------- | -------------------- | -------------------------------------- | ------------------ | ------------------------------------------------------------ | --------------- |
| 14         | 1         | Die Abrechnung           | Comrades             | 26. Feb. 2014        | 16. Feb. 2015                          | Thomas Schlamme    | Joel Fields & Joe Weisberg                                   | 1,90 Mio.       |
| 15         | 2         | Alte Freunde             | Cardinal             | 5. März 2014         | 23. Feb. 2015                          | Daniel Sackheim    | Joel Fields & Joe Weisberg                                   | 1,46 Mio.       |
| 16         | 3         | Tante Helen              | The Walk In          | 12. März 2014        | 2. März 2015                           | Constantine Makris | Stuart Zicherman                                             | 1,27 Mio.       |
| 17         | 4         | Eine kleine Nachtmusik   | A Little Night Music | 19. März 2014        | 9. März 2015                           | Lodge Kerrigan     | Stephen Schiff                                               | 1,39 Mio.       |
| 18         | 5         | Der Austausch            | The Deal             | 26. März 2014        | 16. März 2015                          | Dan Attias         | Angelina Burnett                                             | 1,36 Mio.       |
| 19         | 6         | Gute Nacht Mr. President | Behind the Red Door  | 2. Apr. 2014         | 23. März 2015                          | Charlotte Sieling  | Melissa James Gibson                                         | 1,21 Mio.       |
| 20         | 7         | Arpanet                  | Arpanet              | 9. Apr. 2014         | 30. März 2015                          | Kevin Dowling      | Joshua Brand                                                 | 1,18 Mio.       |
| 21         | 8         | Schuld und Sühne         | New Car              | 16. Apr. 2014        | 13. Apr. 2015                          | John Dahl          | Peter Ackerman                                               | 1,39 Mio.       |
| 22         | 9         | Operation Martial Eagle  | Martial Eagle        | 23. Apr. 2014        | 20. Apr. 2015                          | Alik Sakharov      | Tracey Scott Wilson Idee: Oliver North & Tracey Scott Wilson | 1,37 Mio.       |
| 23         | 10        | Yousaf                   | Yousaf               | 30. Apr. 2014        | 27. Apr. 2015                          | Stefan Schwartz    | Stephen Schiff & Stuart Zicherman                            | 1,27 Mio.       |
| 24         | 11        | Tarnen und Täuschen      | Stealth              | 7. Mai 2014          | 4. Mai 2015                            | Gregory Hoblit     | Joshua Brand                                                 | 1,12 Mio.       |
| 25         | 12        | Auf der Flucht           | Operation Chronicle  | 14. Mai 2014         | 11. Mai 2015                           | Andrew Bernstein   | Joel Fields & Joe Weisberg                                   | 1,27 Mio.       |
| 26         | 13        | Echo                     | Echo                 | 21. Mai 2014         | 18. Mai 2015                           | Daniel Sackheim    | Joel Fields & Joe Weisberg                                   | 1,29 Mio.       |

## Staffel 3
Die Erstausstrahlung der dritten Staffel war vom 28. Januar bis zum 22. April 2015 auf dem US-amerikanischen Kabelsender FX zu sehen. Die deutschsprachige Erstausstrahlung sendete der Pay-TV-Sender Sat.1 emotions vom 26. April bis zum 21. Juni 2016.
| Nr. (ges.) | Nr. (St.) | Deutscher Titel                     | Originaltitel                           | Erstausstrahlung USA | Deutschsprachige Erstausstrahlung (D) | Regie               | Drehbuch                             | Zuschauer (USA) |
| ---------- | --------- | ----------------------------------- | --------------------------------------- | -------------------- | ------------------------------------- | ------------------- | ------------------------------------ | --------------- |
| 27         | 1         | Ins kalte Wasser                    | EST Men                                 | 28. Jan. 2015        | 26. Apr. 2016                         | Daniel Sackheim     | Joel Fields & Joe Weisberg           | 1,90 Mio.       |
| 28         | 2         | Schweres Gepäck                     | Baggage                                 | 4. Feb. 2015         | 26. Apr. 2016                         | Daniel Sackheim     | Joel Fields & Joe Weisberg           | 0,92 Mio.       |
| 29         | 3         | Verfolger und Verfolgte             | Open House                              | 11. Feb. 2015        | 3. Mai 2016                           | Thomas Schlamme     | Stuart Zicherman                     | 1,02 Mio.       |
| 30         | 4         | Rat mal, wer zum Essen kommt        | Dimebag                                 | 18. Feb. 2015        | 3. Mai 2016                           | Thomas Schlamme     | Peter Ackerman                       | 0,97 Mio.       |
| 31         | 5         | Ein Weg aus dem Gulag               | Salang Pass                             | 25. Feb. 2015        | 10. Mai 2016                          | Kevin Dowling       | Stephen Schiff                       | 0,81 Mio.       |
| 32         | 6         | Wiedergeboren                       | Born Again                              | 4. März 2015         | 10. Mai 2016                          | Kevin Dowling       | Tracey Scott Wilson                  | 0,93 Mio.       |
| 33         | 7         | Walter Taffet                       | Walter Taffet                           | 11. März 2015        | 17. Mai 2016                          | Noah Emmerich       | Lara Shapiro                         | 1,22 Mio.       |
| 34         | 8         | Der Preis der Freiheit              | Divestment                              | 18. März 2015        | 17. Mai 2016                          | Dan Attias          | Joshua Brand                         | 1,13 Mio.       |
| 35         | 9         | Spätschicht                         | Do Mail Robots Dream of Electric Sheep? | 25. März 2015        | 24. Mai 2016                          | Stephen Williams    | Joshua Brand                         | 0,99 Mio.       |
| 36         | 10        | Ein neues Spiel                     | Stingers                                | 1. Apr. 2015         | 31. Mai 2016                          | Larysa Kondracki    | Joel Fields & Joe Weisberg           | 0,90 Mio.       |
| 37         | 11        | Ein Tag im Leben des Anton Baklanow | One Day in the Life of Anton Baklanov   | 8. Apr. 2015         | 7. Juni 2016                          | Andrew Bernstein    | Stephen Schiff & Tracey Scott Wilson | 1,04 Mio.       |
| 38         | 12        | Ich bin Abassin Zadran              | I Am Abassin Zadran                     | 15. Apr. 2015        | 14. Juni 2016                         | Christopher Misiano | Peter Ackerman & Stuart Zicherman    | 0,98 Mio.       |
| 39         | 13        | 8. März 1983                        | March 8, 1983                           | 22. Apr. 2015        | 21. Juni 2016                         | Daniel Sackheim     | Joel Fields & Joe Weisberg           | 1,22 Mio.       |

## Staffel 4
Die Erstausstrahlung der vierten Staffel war vom 16. März bis zum 8. Juni 2016 auf dem US-amerikanischen Kabelsender FX zu sehen. Die deutschsprachige Erstausstrahlung sendete der deutsche Pay-TV-Sender Sat.1 emotions vom 18. August bis zum 29. September 2017.
| Nr. (ges.) | Nr. (St.) | Deutscher Titel                  | Originaltitel                                                      | Erstausstrahlung USA | Deutschsprachige Erstausstrahlung (D) | Regie           | Drehbuch                   | Zuschauer (USA) |
| ---------- | --------- | -------------------------------- | ------------------------------------------------------------------ | -------------------- | ------------------------------------- | --------------- | -------------------------- | --------------- |
| 40         | 1         | Biowaffen                        | Glanders                                                           | 16. März 2016        | 18. Aug. 2017                         | Thomas Schlamme | Joel Fields & Joe Weisberg | 1,11 Mio.       |
| 41         | 2         | Pastor Tim                       | Pastor Tim                                                         | 23. März 2016        | 25. Aug. 2017                         | Chris Long      | Joel Fields & Joe Weisberg | 0,93 Mio.       |
| 42         | 3         | Das EPCOT-Center                 | Experimental Prototype City of Tomorrow                            | 30. März 2016        | 25. Aug. 2017                         | Kevin Dowling   | Stephen Schiff             | 0,82 Mio.       |
| 43         | 4         | Quarantäne                       | Chloramphenicol                                                    | 6. Apr. 2016         | 1. Sep. 2017                          | Stefan Schwartz | Tracey Scott Wilson        | 1,04 Mio.       |
| 44         | 5         | Clarks Wohnung                   | Clark’s Place                                                      | 13. Apr. 2016        | 1. Sep. 2017                          | Noah Emmerich   | Peter Ackerman             | 0,89 Mio.       |
| 45         | 6         | Die Ratte                        | The Rat                                                            | 20. Apr. 2016        | 8. Sep. 2017                          | Kari Skogland   | Joshua Brand               | 0,90 Mio.       |
| 46         | 7         | Reisevorbereitungen              | Travel Agents                                                      | 27. Apr. 2016        | 8. Sep. 2017                          | Dan Attias      | Tanya Barfield             | 0,90 Mio.       |
| 47         | 8         | Die Freiheitsstatue verschwindet | The Magic of David Copperfield V: The Statue of Liberty Disappears | 4. Mai 2016          | 15. Sep. 2017                         | Matthew Rhys    | Stephen Schiff             | 1,02 Mio.       |
| 48         | 9         | Der Tag danach                   | The Day After                                                      | 11. Mai 2016         | 15. Sep. 2017                         | Daniel Sackheim | Tracey Scott Wilson        | 0,90 Mio.       |
| 49         | 10        | Verschollen                      | Munchkins                                                          | 18. Mai 2016         | 22. Sep. 2017                         | Steph Green     | Peter Ackerman             | 0,82 Mio.       |
| 50         | 11        | Dinner für Sieben                | Dinner for Seven                                                   | 25. Mai 2016         | 22. Sep. 2017                         | Nicole Kassell  | Joshua Brand               | 0,81 Mio.       |
| 51         | 12        | Lassafieber                      | A Roy Rogers in Franconia                                          | 1. Juni 2016         | 29. Sep. 2017                         | Chris Long      | Joel Fields & Joe Weisberg | 0,93 Mio.       |
| 52         | 13        | Persona non grata                | Persona Non Grata                                                  | 8. Juni 2016         | 29. Sep. 2017                         | Chris Long      | Joel Fields & Joe Weisberg | 0,77 Mio.       |

## Staffel 5
Die Erstausstrahlung der fünften Staffel war vom 7. März bis zum 30. Mai 2017 auf dem US-amerikanischen Kabelsender FX zu sehen. Die deutschsprachige Erstausstrahlung sendete der deutsche Pay-TV-Sender Sat.1 emotions vom 15. Juni bis zum 24. August 2018.
| Nr. (ges.) | Nr. (St.) | Deutscher Titel        | Originaltitel                  | Erstausstrahlung USA | Deutschsprachige Erstausstrahlung (D) | Regie                 | Drehbuch                   | Zuschauer (USA) |
| ---------- | --------- | ---------------------- | ------------------------------ | -------------------- | ------------------------------------- | --------------------- | -------------------------- | --------------- |
| 53         | 1         | Erntezeit              | Amber Waves                    | 7. März 2017         | 15. Juni 2018                         | Chris Long            | Joel Fields & Joe Weisberg | 0,93 Mio.       |
| 54         | 2         | Schädlinge             | Pests                          | 14. März 2017        | 22. Juni 2018                         | Chris Long            | Joel Fields & Joe Weisberg | 0,94 Mio.       |
| 55         | 3         | Die Mücken             | The Midges                     | 21. März 2017        | 30. Juni 2018                         | Stefan Schwartz       | Tracey Scott Wilson        | 0,80 Mio.       |
| 56         | 4         | Wie läuft’s in Kansas? | What’s the Matter with Kansas? | 28. März 2017        | 6. Juli 2018                          | Gwyneth Horder-Payton | Peter Ackerman             | 0,89 Mio.       |
| 57         | 5         | Lotus 1-2-3            | Lotus 1-2-3                    | 4. Apr. 2017         | 13. Juli 2018                         | Noah Emmerich         | Joshua Brand               | 0,70 Mio.       |
| 58         | 6         | Zuchterfolge           | Crossbreed                     | 11. Apr. 2017        | 20. Juli 2018                         | Roxann Dawson         | Stephen Schiff             | 0,71 Mio.       |
| 59         | 7         | Höhere Ziele           | The Committee on Human Rights  | 18. Apr. 2017        | 27. Juli 2018                         | Matthew Rhys          | Hilary Bettis              | 0,79 Mio.       |
| 60         | 8         | Privatunterricht       | Immersion                      | 25. Apr. 2017        | 3. Aug. 2018                          | Kevin Bray            | Tracey Scott Wilson        | 0,76 Mio.       |
| 61         | 9         | Harrisburg             | IHOP                           | 2. Mai 2017          | 10. Aug. 2018                         | Dan Attias            | Peter Ackerman             | 0,68 Mio.       |
| 62         | 10        | Dunkelkammer           | Darkroom                       | 9. Mai 2017          | 17. Aug. 2018                         | Sylvain White         | Stephen Schiff             | 0,61 Mio.       |
| 63         | 11        | Djatkowo               | Dyatkovo                       | 16. Mai 2017         | 17. Aug. 2018                         | Steph Green           | Joshua Brand               | 0,62 Mio.       |
| 64         | 12        | Der Weltkirchenrat     | The World Council of Churches  | 23. Mai 2017         | 24. Aug. 2018                         | Nicole Kassell        | Joel Fields & Joe Weisberg | 0,66 Mio.       |
| 65         | 13        | Die Sowjetabteilung    | The Soviet Division            | 30. Mai 2017         | 24. Aug. 2018                         | Chris Long            | Joel Fields & Joe Weisberg | 0,77 Mio.       |

## Staffel 6
Die Erstausstrahlung der sechsten Staffel war vom 28. März bis zum 30. Mai 2018 auf dem US-amerikanischen Kabelsender FX zu sehen. Die deutschsprachige Erstausstrahlung sendete der deutsche Pay-TV-Sender Sat.1 emotions vom 14. September bis zum 18. Oktober 2019.
| Nr. (ges.) | Nr. (St.) | Deutscher Titel                | Originaltitel            | Erstausstrahlung USA | Deutschsprachige Erstausstrahlung (D) | Regie           | Drehbuch                           | Zuschauer (USA) |
| ---------- | --------- | ------------------------------ | ------------------------ | -------------------- | ------------------------------------- | --------------- | ---------------------------------- | --------------- |
| 66         | 1         | Tote Hand                      | Dead Hand                | 28. März 2018        | 14. Sep. 2019                         | Chris Long      | Joel Fields & Joe Weisberg         | 0,64 Mio.       |
| 67         | 2         | Tchaikowsky                    | Tchaikovsky              | 4. Apr. 2018         | 20. Sep. 2019                         | Matthew Rhys    | Joel Fields & Joe Weisberg         | 0,62 Mio.       |
| 68         | 3         | Öffentlicher Nahverkehr        | Urban Transport Planning | 11. Apr. 2018        | 21. Sep. 2019                         | Dan Attias      | Tracey Scott Wilson                | 0,70 Mio.       |
| 69         | 4         | Mr. und Mrs. Teacup            | Mr. and Mrs. Teacup      | 18. Apr. 2018        | 27. Sep. 2019                         | Roxann Dawson   | Peter Ackerman                     | 0,57 Mio.       |
| 70         | 5         | Der Große Vaterländische Krieg | The Great Patriotic War  | 25. Apr. 2018        | 28. Sep. 2019                         | Thomas Schlamme | Hilary Bettis                      | 0,54 Mio.       |
| 71         | 6         | Rififi                         | Rififi                   | 2. Mai 2018          | 5. Okt. 2019                          | Kevin Bray      | Stephen Schiff & Justin Weinberger | 0,61 Mio.       |
| 72         | 7         | Operation Harvest              | Harvest                  | 9. Mai 2018          | 5. Okt. 2019                          | Stefan Schwartz | Sarah Nolen                        | 0,67 Mio.       |
| 73         | 8         | Der Gipfel                     | The Summit               | 16. Mai 2018         | 11. Okt. 2019                         | Sylvain White   | Joshua Brand                       | 0,62 Mio.       |
| 74         | 9         | Jennings, Elizabeth            | Jennings, Elizabeth      | 23. Mai 2018         | 12. Okt. 2019                         | Chris Long      | Joel Fields & Joe Weisberg         | 0,73 Mio.       |
| 75         | 10        | Start                          | START                    | 30. Mai 2018         | 18. Okt. 2019                         | Chris Long      | Joel Fields & Joe Weisberg         | 0,92 Mio.       |